# آرک (پرووانس)
آرک (پرووانس) (به انگلیسی: Arc (Provence)) رودخانه‌ای است که در فرانسه جریان دارد.